# Naemorhedus caudatus
El goral de cola larga (Naemorhedus caudatus) es una especie de mamífero artiodáctilo de la subfamilia Caprinae propia del Norte y del Este de Asia, que vive en Rusia, China y Corea.
Son animales diurnos y activos por la mañana y la tarde. El período de gestación dura 250-260 días, tras lo que por lo general nace una sola cría.